# Banu Tuyib
Banu Tuyib o tuyibíes designa a una dinastía que reinó en la taifa de Zaragoza desde 1018 hasta 1039.
Miembros de este linaje, de origen árabe yemení, se asentaron en Zaragoza, Calatayud y Daroca con la conquista musulmana en el siglo VIII. Allí donde se establecieron fue una familia influyente, perteneciente a la aristocracia o jassa. Detentaron cargos políticos y lo ejercieron.
El núcleo de poder original en el valle del Ebro fue la ciudad de Daroca, de la que fueron gobernadores. De ahí extienden su influencia a Calatayud. Más tarde, en la segunda mitad del siglo IX, se utilizó su poder por parte de los emires y califas omeyas para contrarrestar a las poderosas familias de origen muladí que gobernaron Zaragoza: los Banu Qasi.
El primer gobernador tuyibí de Saraqusta fue Muhámmad al-Anqar (Mohámed "el tuerto"), que fue designado como tal en el año 890 y fue gobernador de Zaragoza hasta 925, es decir, un periodo de valimiento de treinta y cinco años. A él le sucedió Háshim ibn Muhámmad at-Tuyibi, (925-930), Muhámmad ibn Háshim (931-950), Yahya ibn Muhámmad (950-975), Abderramán ibn Muhámmad at-Tuyibi (975-989) y Abderramán ibn Yahya (989-?), hasta que el periodo de fitna o guerra civil, y la subsiguiente crisis del Califato de Córdoba, llevaran a la taifa a un pariente de otra rama secundaria de los tuyibíes que, de simple soldado a las órdenes de Almanzor, se alzó a gobernador de Tudela en 1006 y de Zaragoza en 1013. Poco después, en 1018, acuñaría moneda propia y se proclamaría, como Almanzor, chambelán de la taifa de Zaragoza, proclamando así su independencia. Este personaje es Múndir I, iniciador de la dinastía de reyes tuyibíes que tendría continuidad en su hijo Yahya al-Muzáffar y Múndir II, para caer con un primo de la rama principal, que asesinó a Múndir II, llamado Abd Allah ibn Hákam, en 1038.